# Inkatha Freedom Party
Inkatha Freedom Party (IFP)) är ett politiskt parti i Sydafrika. Namnet inkatha betyder "krona" på zulu. Sedan grundandet 1975  har partiet letts av grundaren Mangosuthu Buthelezi (1928–2023), tidigare ledare för ANC:s ungdomsorganisation. Dess ideologi beskrivs ofta som populistisk, zulu-nationalistisk och antikommunistisk.
Från början var partiet nära länkat till socialistiska ANC ideologiskt, men ANC har sedan länge[när?] accepterat kommunismen. De två kom att kämpa om makten, ibland med mycket våldsamma inslag, såsom Boipatongmassakern 1992 och Shell House-massakern 1994.
Inkatha är det fjärde största partiet i Sydafrika, men har minskat från över 10 procent i första valet 1994 till 2,4 procent i valet 2014, med 10 av 400 mandat i parlamentet. Inkatha ingick i en samlingsregering med ANC och Nationalistpartiet för en övergång till ny författning. Även i samband med sista valet har våldsamheter mellan ANC och Inkatha förekommit, speciellt i provinsen KwaZulu-Natal.